# 6 век пр.н.е.

## Събития
- 597 пр.н.е. – Навуходоносор II обсажда Йерусалим.
- 587 пр.н.е. – Навуходоносор II превзема Йерусалим, разрушавайки Първия храм, кивота изчезва.
- 553 пр.н.е. – Кир Велики се отделя от Медия и поставя началото на Персийската империя.
- 546 пр.н.е. – Кир Велики унищожава Лидийското царство.
- 538 пр.н.е. – Кир Велики превзема Вавилон.
- 538 пр.н.е. – Начало на управлението на Поликрат – хегемония на Самос в Егейско море.
- 515 пр.н.е. – Дарий Велики започва строителството на Персеполис.
- 519 пр.н.e. – Ражда се Ксеркс I
- 509 пр.н.е. – в Древен Рим се установява институтът на магистратурата.

## Личности
- Поликрат (? – 522 пр.н.е.), тиран на Самос

## Изобретения, открития
- Към 550 пр.н.е. Лидийския цар Крез изоставя електрума заради биметална монета от злато и сребро (наречена талант) с означение за стойност